# 反生命方程式
反生命方程式（はんせいめいほうていしき、英: Anti-Life Equation）は、DCコミックスの出版するアメリカン・コミックスに登場する架空の概念。生物の精神を完全に支配するための公式であり、人間の潜在意識の中に方程式の一部が存在すると信じられている。いくつかの定義がされているが、共通した解釈として「生きることの無意味さ」を数学的に証明したものとされている。ジャック・カービーによって創造され、1971年の"Forever People #5"で初登場した。

## 概要
反生命方程式は、あらゆる感覚と知恵を持つ種族の意志を支配することが可能で、さらに生と死を捩じ曲げ現実を改変する力を持つ。意志の支配は直接の命令によって心を制御されるが、操作や催眠とは区別されている。名前の由来は「誰かに絶対的な支配をされているということは、本当の意味で生きているとは言えない」という理由から反生命と名付けられた。
マーシャン・マンハンターの故郷である火星では、生命の自由意志や精神的な目的が方程式によって定義されている火星人の哲学があった。それを知ったダークサイドは、逆の方程式も存在する可能性を考え始める。次にダークサイドは地球に注目し、方程式の断片が地球人の潜在意識の中に存在していることを知り、何世紀にもわたって人体実験を行った。そして、億万長者のビリオンダラー・ベイツの頭の中に不完全ながら方程式が存在していたことが確認される。
ダークサイドはこの方程式によって全ての生命は絶望的であり、自由や希望は無益なものであるという数学的な確信を暗示する。ティム・ドレイクは反生命方程式を構成する人間に内包された要素について「方程式に支配される直前で覚えているのは、…否定できる部分があまり無いと思ったことだ」と述べている。

## 他のメディア

### 映画
ジャスティス・リーグ:ザック・スナイダーカット
ステッペンウルフは地球で反生命方程式を発見する。また、未来の可能性としてロイスの死をきっかけに方程式に制御されたスーパーマンが描かれる。

### ドラマ
ヤング・スーパーマン
シーズン10「Patriot」「Masquerade」「Finale, part 2」で、ダークサイドの影響下にある存在にオメガのシンボルが現れる。
SUPERGIRL/スーパーガール
シーズン5「The Bottle Episode」で、ブレイニアック5が反生命方程式を使ってドッペルゲンガーを消滅させる。

### アニメ
スーパーマン (アニメ)
第38話「Apokolips... Now!, Part 1」で、ダークサイドが反生命方程式を研究していることがオライオンの説明によって明かされる。
ジャスティス・リーグ・アンリミテッド
第39話「Destroyer」で、レックス・ルーサーはソースウォールから反生命方程式を発見する。ダークサイドにそれを渡すと2人は消滅した。
ヤング・ジャスティス (アニメ)
シーズン3全26話のタイトルの頭文字を繋げると「Prepare The Anti Life Equation（反生命方程式に備えろ）」と仕掛けがされている。
DCスーパーヒーロー・ガールズ
シーズン5「My So Called Anti-Life」で、数学教師に変装したダークサイドは学校のテストで生徒を騙して反生命方程式を解かせる。
ジャスティス・リーグ・アクション
第43話「It'll Take a Miracle!」で、ミスター・ミラクルは反生命方程式の一部を盗み出し、ダークサイドに追われている。

### ゲーム
インジャスティス2
ダークサイドが「原始の武器は何か」と尋ねるとワンダーウーマンは「反生命方程式だ」と答え、既に制御されていることが示唆されている。